# Оук Ајланд (Северна Каролина)
Оук Ајланд (енгл. Oak Island) град је у америчкој савезној држави Северна Каролина.

## Демографија
По попису из 2010. године број становника је 6.783, што је 212 (3,2%) становника више него 2000. године.
| Група             | 2000.         | 2010.         |
| Белци             | 6.414 (97,6%) | 6.506 (95,9%) |
| Афроамериканци    | 28 (0,4%)     | 44 (0,6%)     |
| Азијати           | 10 (0,2%)     | 19 (0,3%)     |
| Хиспаноамериканци | 49 (0,7%)     | 96 (1,4%)     |
| Укупно            | 6.571         | 6.783         |